# 开田幸一
开田幸一（1938年5月7日—1993年9月23日）是一名日本男子游泳运动员。他在1960年夏季奥林匹克运动会中，参加了男子4x100米混合泳比赛并获得铜牌。他也参加了1958年亚洲运动会，获得一枚银牌。